# Comuna Pleșoiu, Olt
Pleșoiu este o comună în județul Olt, Oltenia, România, formată din satele Arcești, Arcești-Cot, Cocorăști, Doba, Pleșoiu (reședința), Schitu din Deal și Schitu din Vale.
Istoricul Satelor
- Satele Plesoiu si Arcesti-Cot

Satul este o asezare de mai multe familii, un inceput de gospodarie in comn. Satele s-au dezvoltat in raport cu fertilitatea terenului si cu asezarea geografica. Unele sate sunt mai mic, iar altele mai mari. Satul poarta in inmia lui, visurile si puterea tarii.
In sat, este traditia, forta, geniul unui popor, folclorul si aspiratiile lui, e sufletul nostru etnic.
Satele Plesoiu si Arcesti-Cot, sunt asezate pe vale Oltului- pe partea dreapta, de-a lungul drumului national Corabia-Rimnicul Vilcea.
Drumul national de azi, in multe parti se itretaie, in altele merge paralel si chiar pe vechea sosea "Drumul  lui Traian" de acum 19 veacuri. Desi, "Drumul lui Traian" trece prin satele Plesoiu si Arcesti-Cot si ne aduce aminte de vitejia "Legiunilor Romane". Tot pe aici, se zice ca, a calatorit candva "Domnul de roua" imparatul Aurelian.
Acum un veac, satele Plesoiu si Arcesti-Cot erau sate distincte. Satul Arcesti-Cot, se intinde de la intersectia drumului judetean Salcia -Cirlogani cu drumul national Corabia- R. Vilcea, spre sud,  in forma de cot, de unde si numele dat.
Casele locuitorilor sunt asezate de-a lungul ambelor drumuri, formand un unghi ascutit-cot-cu latura lunga de peste 2 Km care merge pana la statia de cale ferata Arcesti, iar latura cealalta metge pe drumul judetean Salcia-Cirlogani avand o lungime de circa 1 Km.
Satul Plesoiu se intinde de la intersectia celor doua drumuri, spre nord- pe o distanta de circa 3 Km.
In trecutul indepartat, satul Plesoiu se afla impartit in 4 sate mici, catune cu numele :"Profesenii", partea de Nord a satului, "Alexenii", "Mosnenii", "Plesoiu".
Azi, toate aceste catune impreuna cu satul Arcesti-Cot, formeaza satul Plesoiu, avand o lungime de peste 4 Km si face legatura cu statia de cale ferata Arcesti.
Altituinea satului Plesoiu este de 140m.
Prima asezare a satului Plesoiu a fost in jurul bisericii, iar a satului Arcesti-Cot acolo unde se afla azi.
O data cu improprietarirea taranilor de la 1864, locuitorii satului Plesoiu, au primit locuri de casa la soseaua nationala Corabia -R. Vilcea si au parasit vechile asezari dosnice, asezandu-se de-a lungul drumului national.
- Vechimea probabila a satului Plesoiu si Arcesti-Cot se poate considera din secolul al XIII-lea si inceputul secolului al XIV-lea. Vechimea documentara o gasim la inceputul  secolului al XVI-lea.

Primul document poarta data de 23 iunie 1512-1513, unde se vorbeste despre Codrea si Dracia din satul Plesov (Arh. Stat, vol.I, pg.80).
Al doilea document cu data de  18 aprilie 1533, vorbeste despre Codrea, Dracia si Stan din Plesov (Arh. Stat, vol. II, pg. 135).
La data de 13 ianuarie 1587, gasim cuvantul Plesoi in loc de Plesov, in actul prin care Mihnea Turcitu Voievod, intareste vanzarea unei mosii lui Ion postelnicu de la Arcesti si semneaza ca martori Vladu paharnic din Plesoi (Arh. Stat, vol. IV, pg. 285)
In 1613, gasim un document mai clar unde se vorbeste detaliat despre satul Plesoi si oamenii de frunte din acest sat (Arh. Stat, fond M-rea Bistrita, pac.16, nr.2). Prin acest document Radu Voievod intareste lui Pirvu logofat din Plesoi ot sud Romanati, jumatate din mosia prtea lui Constantin, fiul lui Izvoranul din satul Izvor.

## Geografie
Comuna Pleșoiu este situată la o distanță rutieră de 13 km față de orașul Slatina, municipiul reședință al județului Olt. Este stăbătută de drumul național 64 pe direcția nord-sud, iar pe direcția NV-SE este străbătută de drumul județean 677, prin care se face legătura cu drumul național 65 și localitățile apropiate, Salcia și Slatina.
Transversal, prin comună trece pârâul Beica.
La nord, comuna Pleșoiu se învecinează cu Strejești, în nord-vest cu Cârlogani, la vest cu Morunglav, la sud cu Găneasa, iar în est este mărginită de comuna Curtișoara.

## Demografie
Componența etnică a comunei Pleșoiu
     Români (88,33%)
     Alte etnii (0%)
     Necunoscută (11,67%)
Componența confesională a comunei Pleșoiu
     Ortodocși (87,58%)
     Alte religii (0,54%)
     Necunoscută (11,89%)
Conform recensământului efectuat în 2021, populația comunei Pleșoiu se ridică la 2.785 de locuitori, în scădere față de recensământul anterior din 2011, când fuseseră înregistrați 3.105 locuitori. Majoritatea locuitorilor sunt români (88,33%), iar pentru 11,67% nu se cunoaște apartenența etnică. Din punct de vedere confesional, majoritatea locuitorilor sunt ortodocși (87,58%), iar pentru 11,89% nu se cunoaște apartenența confesională.

## Istorie

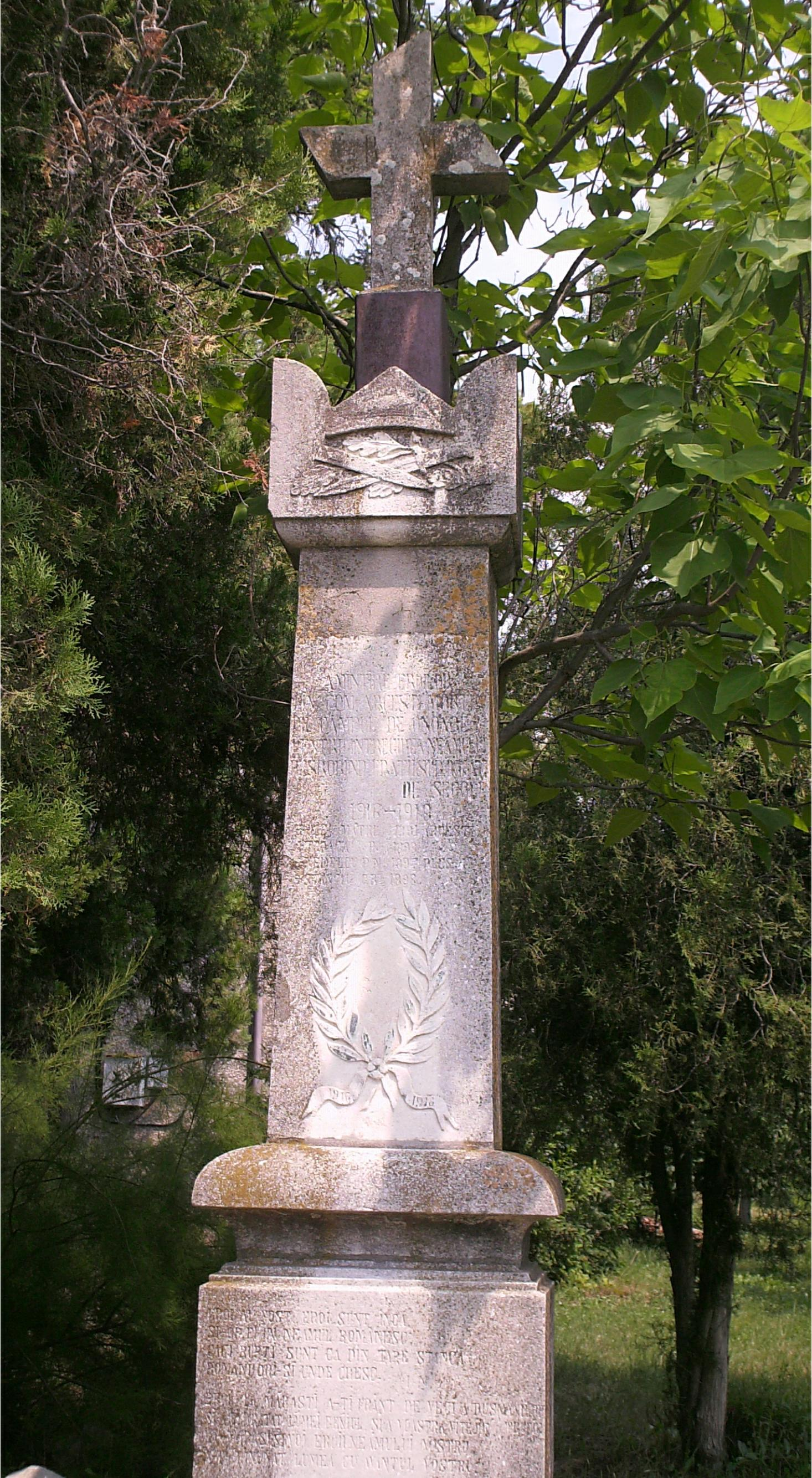
Monumentul eroilor din Pleșoiu, inaugurat la 30 aprilie 1922.

Se consideră că primele locuințe au apărut în secolul al XIII-lea și începutul secolului al XIV-lea, în jurul bisericii. Vechimea documentară este însă atestată în prima parte a secolului al XVI-lea și provine din două documente în care se vorbește despre satul Pleșov. În a doua jumătate a acestui secol apare cuvântul Pleșoi, într-un act administrativ din timpul domnitorului Mihnea Turcitul. Satul și locuitorii săi apar mai în detaliu, într-un document din anul 1613, din timpul domniei lui Radu Mihnea.
Datorită prezenței unui conac boieresc pe teritoriul comunei, în vederea asigurării ordinii și prevenirii conflictelor, Armata Română a dislocat trupe pentru patrulare și supraveghere în timpul răscoalei țărănești din 1907.
În luna aprilie 1922, a fost inaugurat un monument dedicat eroilor din localitate.

## Cultură și urbanism
În comună se găsesc cinci parohii aflate în sate diferite, biserica din satul Pleșoiu fiind construită în jurul anului 1734, face parte din lista monumentelor istorice.
Jumătatea lunii august, în apropierea sărbătoririi adormirii Maicii Domnului, este prilejul organizării Întâlnirii cu Fii Satului, un eveniment public cu specific folcloric, iar spre sfârșitul aceleiași luni, agricultorii locali își expun produsele agricole la Ziua recoltei.
Deși zona nu este predispusă la calamități naturale majore, ocazional condițiile meteorologice se manifestă prin fenomene precum grindina, care afectează culturile agricole locale, iar primăvara, odată cu topirea zăpezii, riscul de ieșire din matcă a pârâului Beica impune nivelul de alertă cod galben de inundații.

### Infrastructură
Comuna este străbătută de o conductă de gaze naturale (între Slatina și Doba), conectarea satelor componente la aceasta fiind realizată treptat, prin intermediul proiectelor de infrastructură susținute de primărie.
Similar, pentru locuitorii unor sate ale comunei, este disponibilă alimentarea cu apă potabilă provenită din puțuri de mare adâncime.
Locuitorilor le sunt furnizate servicii de telcomunicații și televiziune prin intermediul rețelelor de fibră optică ale operatorilor naționali principali.

### Transport
O stație de călători, situată în Arcești asigură transportul pe calea ferată, stația fiind parte a tronsonului care face legătura între Transilvania (județul Sibiu) și Oltenia (Râmnicu Vâlcea, Drăgășani, Piatra-Olt).
Cel mai apropiat aeroport este Aeroportul Internațional Craiova.

## Educație
În localitate își desfășoară activitatea o grădiniță pentru preșcolari, iar elevilor li se predau cursurile elementare într-o școală gimnazială.

## Economie
Principala sursă de venit a locuitorilor este agricultura, aceștia ocupându-se cu legumicultura (anual se recoltează cantități importante de roșii, ardei, vinete, țelină, castraveți, provenind din sere și culturi de câmp) și cultivarea cerealelor.
Legumicultorii își comercializează produsele în timpul verii, în piețele agro-alimentare din orașele apropiate, precum Slatina, Râmnicu Vâlcea, sau mai îndepărtate, ca Sibiu și Cluj-Napoca, dar și la sursă, prin amenajarea unor puncte de vânzare individuale în apropierea drumului național, deși acest lucru implică uneori riscuri prea mari.
De asemenea, satul Schitu din Deal se găsește în arealul din care se pot obține vinurile cu denumire de origine controlată „Drăgășani”, datorită potențialului viticol al solului.
Pentru o parte din populația comunei, sursa de venit o constituie salariile din contracte de muncă la angajatorii de pe platforma industrială a Slatinei.
O parte din culturile agricole individuale sunt subvenționate, prin programele Politicii Agricole Comune ale Uniunii Europene.

## Politică și administrație
Comuna Pleșoiu este administrată de un primar și un consiliu local compus din 11 consilieri. Primarul, Valeriu Măndescu[*], de la Partidul Social Democrat, este în funcție din 2016. Începând cu alegerile locale din 2024, consiliul local are următoarea componență pe partide politice:
|  | Partid                    | Consilieri | Componența Consiliului | Componența Consiliului | Componența Consiliului | Componența Consiliului | Componența Consiliului | Componența Consiliului | Componența Consiliului |
|  | ------------------------- | ---------- | ---------------------- | ---------------------- | ---------------------- | ---------------------- | ---------------------- | ---------------------- | ---------------------- |
|  | Partidul Social Democrat  | 7          |                        |                        |                        |                        |                        |                        |                        |
|  | Partidul Național Liberal | 3          |                        |                        |                        |                        |                        |                        |                        |
|  | Uniunea Salvați România   | 1          |                        |                        |                        |                        |                        |                        |                        |

### Primărie
Primăria se află în centrul localității de reședință a comunei, satul Pleșoiu.

### Consiliu local
Printr-un proiect al Consiliului local din anul 2010, au fost atribuite denumirile străzilor din comună.

### Ordine publică
Pentru activitățile de ordine publică, în localitatea reședință a comunei își desfășoară activitatea un post de poliție.
Ocazional, serviciul județean de poliție rutieră amplasează pe raza comunei echipaje radar pentru monitorizarea limitelor de viteză și altor elemente din trafic.

### Sănătate
Serviciile de sănătate publice sunt asigurate prin intermediul cabinetelor de medici de familie. Urgențele sunt preluate de unitatea specializată a spitalului județean din Slatina. Locuitorii mai beneficiază și de prezența unei farmacii în localitate.

## Personalități născute aici
- Grigorie Ghiță (n. 1932), general.